# Asterophora lycoperdoides
Asterophora lycoperdoides é um fungo da família Lyophyllaceae. Ela cresce como parasita em outros cogumelos, principalmente os Russulas. Suas lamelas são mal-formadas ou quase ausentes. Esporos assexuados são produzidos na chapéu dos cogumelos que permitem que o organismo se prolifere facilmente.